# 若松団地

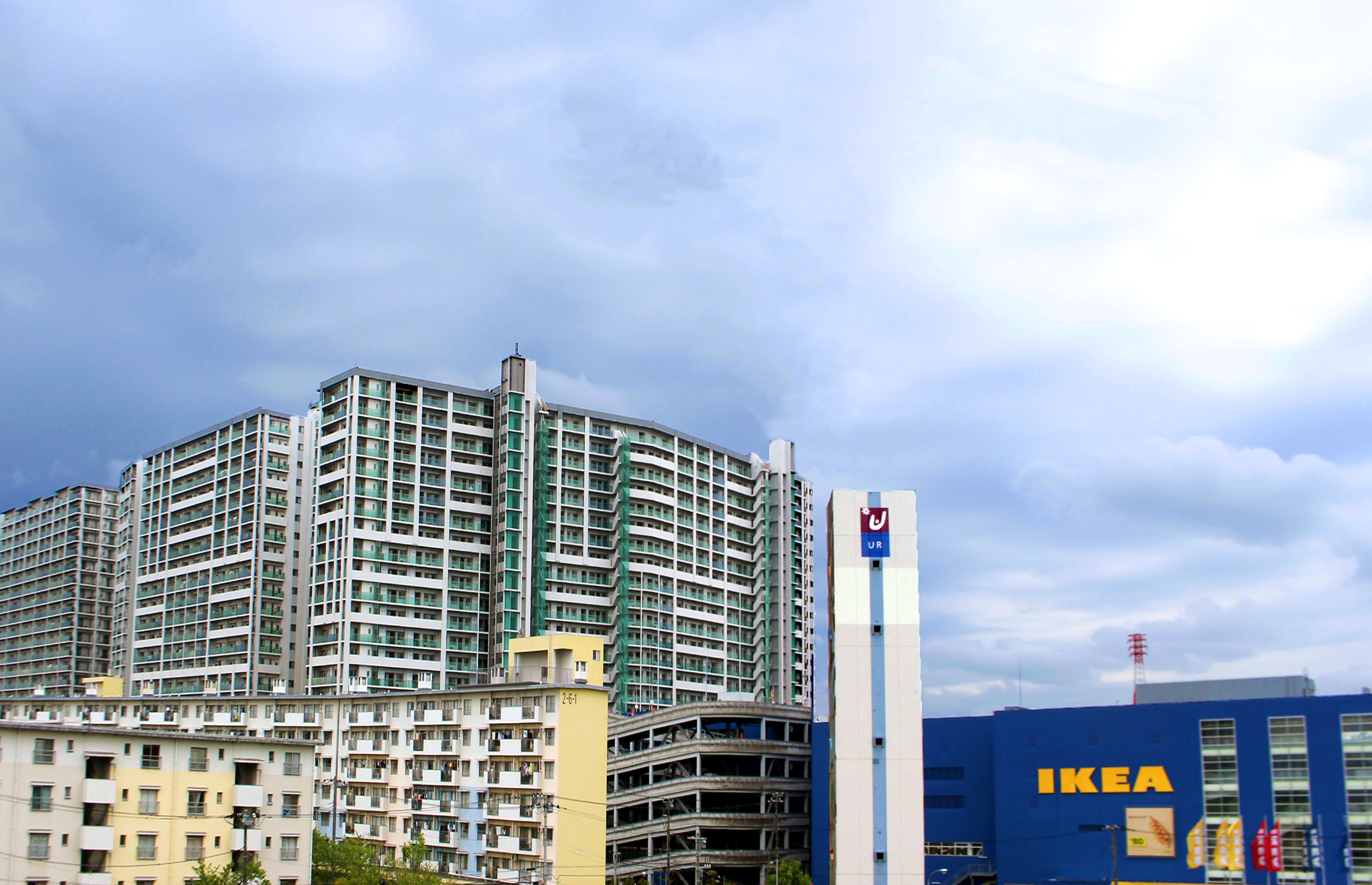
若松団地周辺

若松団地（わかまつだんち）は、千葉県船橋市若松二丁目にある住宅団地である。現在はUR賃貸住宅が中心となっている。「若松二丁目団地（わかまつ2ちょうめだんち）」とも称される。

## 概要
当時の日本住宅公団が1969年（昭和44年）に竣工した大規模な団地で、現在はUR賃貸住宅となっている（4〜7街区）。全32棟・1,333戸。
この団地は中層フラット棟と店舗付高層棟で構成されており、ポイントハウスはない。近年、一部改修が行われている。なお西側の高層棟が敷地の南北に渡って建てられているのは、団地の造成中に移転してきた船橋オートレース場（2016年閉場）との協議により、中層棟側への遮音壁の役目を兼ねて建設されたためである。
6街区の広場のデザイン、巨大な給水塔の壁画等は、ベルギーの壁画家クロード・ライールの手によるものである。
団地内には薬局・郵便局・スーパーマーケット（アコレ）・飲食店・公園・緑地・保育施設などがある。
竣工から50年以上が経過していることもあり、現在のUR賃貸住宅と一体的に整備された分譲住宅（「若林二丁目住宅」全16棟・576戸、8街区）について、2020年代に入り建て替えの計画が進行している。

## 交通

### 公共交通機関

#### 鉄道
- JR東日本 南船橋駅（徒歩約1分）
  -  京葉線
  -  武蔵野線
- 京成電鉄 本線 船橋競馬場駅（徒歩約15分）

### 自動車

#### 高速道路
- 首都高速湾岸線・東関東自動車道 谷津船橋インターチェンジ

#### 一般道路
- 国道357号

## 周辺名所・公共施設など
- イケア船橋
- ららぽーとTOKYO-BAY
- ビビット南船橋
- 三井ショッピングパーク ららテラスTOKYO-BAY
- 船橋競馬場
- 船橋市立若松保育園
- 南船橋保育園
- 若松幼稚園
- 船橋市立若松小学校
- 船橋市立若松中学校